# 2004年夏季残疾人奥林匹克运动会尼日利亚代表团
2004年夏季残疾人奥林匹克运动会尼日利亚代表团是尼日利亚派出的2004年夏季残疾人奥林匹克运动会代表团。获得5枚金牌、4枚银牌和3枚铜牌。